# Декстер (консул)
Декстер (лат. Dexter) — римский политический деятель второй половины III века.

## Биография
О Декстере ничего неизвестно кроме его консулата с Нуммием Цейонием Альбином в 263 году. Однако возникла путаница — кто именно был коллегой Альбина, ведь некоторые надписи упоминают некоего Максима консулом 263 года. Возможно, Декстер был смещен ещё раньше окончания своих полномочий и консулом был избран Максим или же этот консул носил имя Декстер Максим. Также могла возникнуть неразбериха из-за схожести имён консулов 227 года и 263 года.
По мнению Франсуа Шоссона, Декстер был двоюродным братом императора Галлиена и отождествляет его с Эгнацием Декстером, которому юрист Геренний Модестин посвятил свой труд «De excusationibus».